# Hans Pöögelmann
Hans Pöögelmann (Aidu, Viljandi vald, 30 december 1875 - Moskou, 27 januari 1938) was een Estisch communistisch politicus, econoom en dichter. Hij was lid van de Estse Provinciale Vergadering en een leidend figuur van de Gemeenschap van Arbeiders van Estland.

## Biografie
Pöögelmann werd geboren in een boerenfamilie. Na zijn afstuderen ging hij aan de slag als leraar en later als journalist voor kranten als Postimees (Estisch voor 'de koerier'). Hij vervolgde zijn studie in Leipzig, waar hij een toegewijd marxist werd. In 1905 werd Pöögelmann lid van de Russische Sociaaldemocratische Arbeiderspartij. Twee jaar later nam hij deel aan de Terijoki-conferentie van Estse organisaties in Finland, waar hij tot voorzitter werd verkozen. In 1909 werd Pöögelmann gearresteerd en naar Siberië gedeporteerd.
In 1911 wist hij te ontsnappen en vluchtte naar New York, Verenigde Staten. Daar werkte hij tot 1917 als redacteur van de krant Uus Ilm (Estisch voor 'nieuwe wereld'). Na de Februarirevolutie keerde Pöögelmann terug naar Rusland en werd lid van de gemeenteraad van Tallinn en de Estse Provinciale Vergadering. Na de Oktoberrevolutie en de oprichting van de Gemeenschap van Arbeiders van Estland werd hij benoemd tot Commissaris van de Nationale Economie. Na het uiteenvallen van de Gemeenschap werd Pöögelmann hoofd van de Estse afdeling van het Volkscommissariaat van Nationaliteiten. Ook was hij een van de oprichters van de Communistische Internationale en werd later verkozen tot lid van het Uitvoerend Comité.
Aan de Communistische Universiteit van de Nationale Minderheden van het Westen (Kommunistichesky Universitet Natsionalnykh Menshinstv Zapada) en de Universiteit van Herzen was Pöögelmann werkzaam als professor. Ook was hij de schrijver van vele werken over economie en de arbeidersbeweging in Estland.
Tijdens de zogenoemde 'Grote Zuivering' van Jozef Stalin werd Pöögelmann gearresteerd en ter dood veroordeeld wegens anti-Sovjet-activiteiten. Na zijn dood, ten tijde van de Estische Socialistische Sovjetrepubliek, werden er meerdere straten en scholen naar hem vernoemd.

### Dichtbundels
- 1910: Jämedad jooned ('Dikke lijnen')
- 1926: Kewadetuuled ('Lentewinden')
- 1936: Neile, kes "langesid võitluses vendade eest" ('Voor degenen die "vielen vechtend voor hun broers"')

### Politieke en economische werken
- 1905: Majandusteaduslised kirjad põllumeestele ('Economische brieven voor boeren')
- 1905: Alkholismus kui ühiselu paise ('Alcoholisme als een ziekte van het gemeenschapsleven')
- 1907: Poliitilised parteid ja klassivõitlus ('Politieke partijen en klassenstrijd')
- 1907: Kunst ja klassivõitlus ('Kunst en klassenstrijd')
- 1907: Majandusteaduse õpetus I ('Economisch onderwijs I')
- 1908: Majandusteaduse õpetus II ('Economisch onderwijs II')
- 1918: Mis vaheajal sündis: teejuht sõjavangist tagasitulijatele ('Wat gebeurde er tijdens de pauze: een gids voor krijgsgevangenen die terugkeren')
- 1918: Vaba Eesti ('Gratis Estland')
- 1918: Eesti tulevik ('De toekomst van Estland')
- 1919: Mõned põhijooned majanduslise elu korraldamiseks Eesti töörahwa nõukogude wabariigis ('Enkele basiskenmerken voor de organisatie van het economische leven in de Estse Sovjet-arbeiders')
- 1919: Ühtlane elamisraha: üks kommunismuse nurgakiwidest: jutlus Eesti kommuuna tööwäetemplis ('Een uniform leefbaar loon: een van de hoekstenen van het communisme: een preek in de arbeidstempel van een Estse gemeente')
- 1923: Sini-must-walge lipu all ('Onder de blauw-zwart-witte vlag')
- 1932: Majandusline kriis Eestis ('Economische crisis in Estland')
- 1933: Marx ja marksism Eestis ('Marx en het marxisme in Estland')
- 1936: Enamlus ja vähemlus Eestis ('Meerderheid en minderheid in Estland')
- 1936: Kaks aastat faschistlikku diktatuuri Eestis ('Twee jaar fascistische dictatuur in Estland')